# Вишневе (Любашівська селищна громада)
Вишневе — село Любашівської селищної громади Подільського району Одеської області України. Передмістя центру громади Любашівка, що розташоване за 1 км від нього вздовж залізничної лінії перегону між станціями Любашівка — Заплази. Населення становить 297 осіб.

## Історія
З початку 1940-х до 13.12.1961 р. с-ще (х.) Сталіна.
Сучасну назву село дістало 17 березня 2016 року, раніше (з грудня 1961 р.) називалося Жовтневе.
12 червня 2020 року, відповідно до Розпорядження Кабінету Міністрів України від № 724-р «Про визначення адміністративних центрів та затвердження територій територіальних громад Одеської області», увійшло до складу Любашівської селищної громади.
19 липня 2020 року, в результаті адміністративно-територіальної реформи і ліквідації Любашівського району, село увійшло до складу новоутвореного Подільського району.

## Населення
Згідно з переписом УРСР 1989 року чисельність наявного населення села становила 322 особи, з яких 133 чоловіки та 189 жінок.
За переписом населення України 2001 року в селі мешкало 297 осіб.

### Мова
Розподіл населення за рідною мовою за даними перепису 2001 року:
| Мова       | Відсоток |
| ---------- | -------- |
| українська | 95,62 %  |
| російська  | 3,70 %   |
| молдовська | 0,67 %   |